# Eetbare zeeappel
De eetbare zeeappel (Echinus esculentus)  is een zee-egel uit de familie Echinidae. De wetenschappelijke naam van de soort werd in 1758 gepubliceerd door Carl Linnaeus. In verschillende landen wordt de soort beschouwd als een lekkernij, vooral de gonaden (voortplantingsorganen).

## Kenmerken
Het is een zeer grote, bolvormige zee-egel. Hij kan een doorsnede hebben tot 18 cm en bijna even hoog worden, maar meestal zijn ze wat kleiner. De kleur is roze, rood of paars. De dieren zijn dicht bezet met stekels die een wit kogelgewricht hebben. Het pantser is donkerroze met witte vlekken. Ze hebben lange voetjes met sterke zuigschijfjes. Ze kunnen waarschijnlijk meer dan 10 jaar oud worden.

## Leefwijze
Het dier eet algen (met name Laminaria) en korstvormende mosdiertjes van de rotsen.

## Verspreiding en leefgebied
Echinus esculentus komt algemeen voor in het noordoosten van het Atlantische gebied, van arctisch Noorwegen tot Portugal, maar niet in de Middellandse Zee. In de Noordzee komt deze soort algemeen voor in alle gebieden met harde substraten. Ze komen voor op rotsige of grindhoudende bodems tot een diepte van circa 50 meter.

## Afbeeldingen

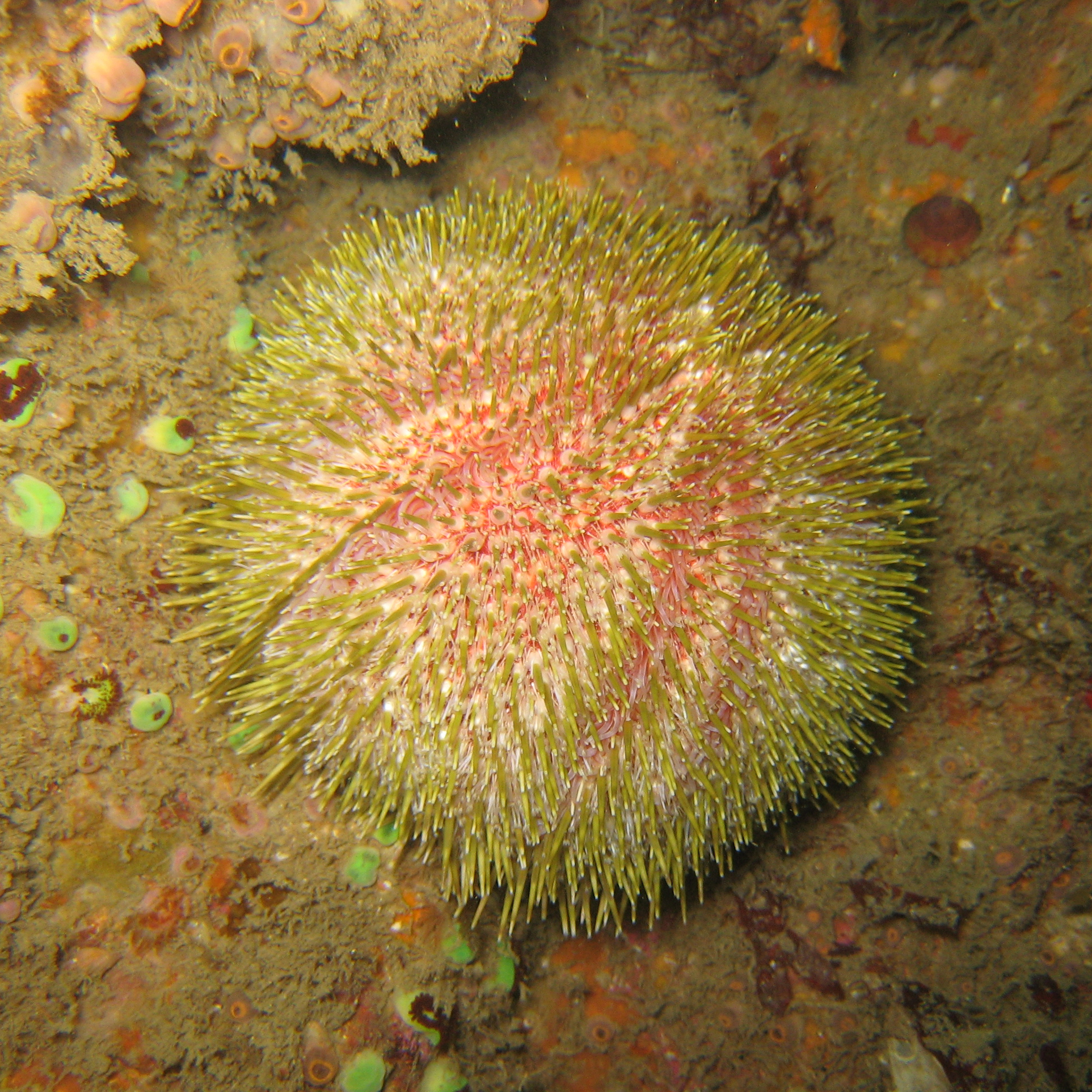
Echinus esculentus bij de kust van de Bretonse plaats Carantec
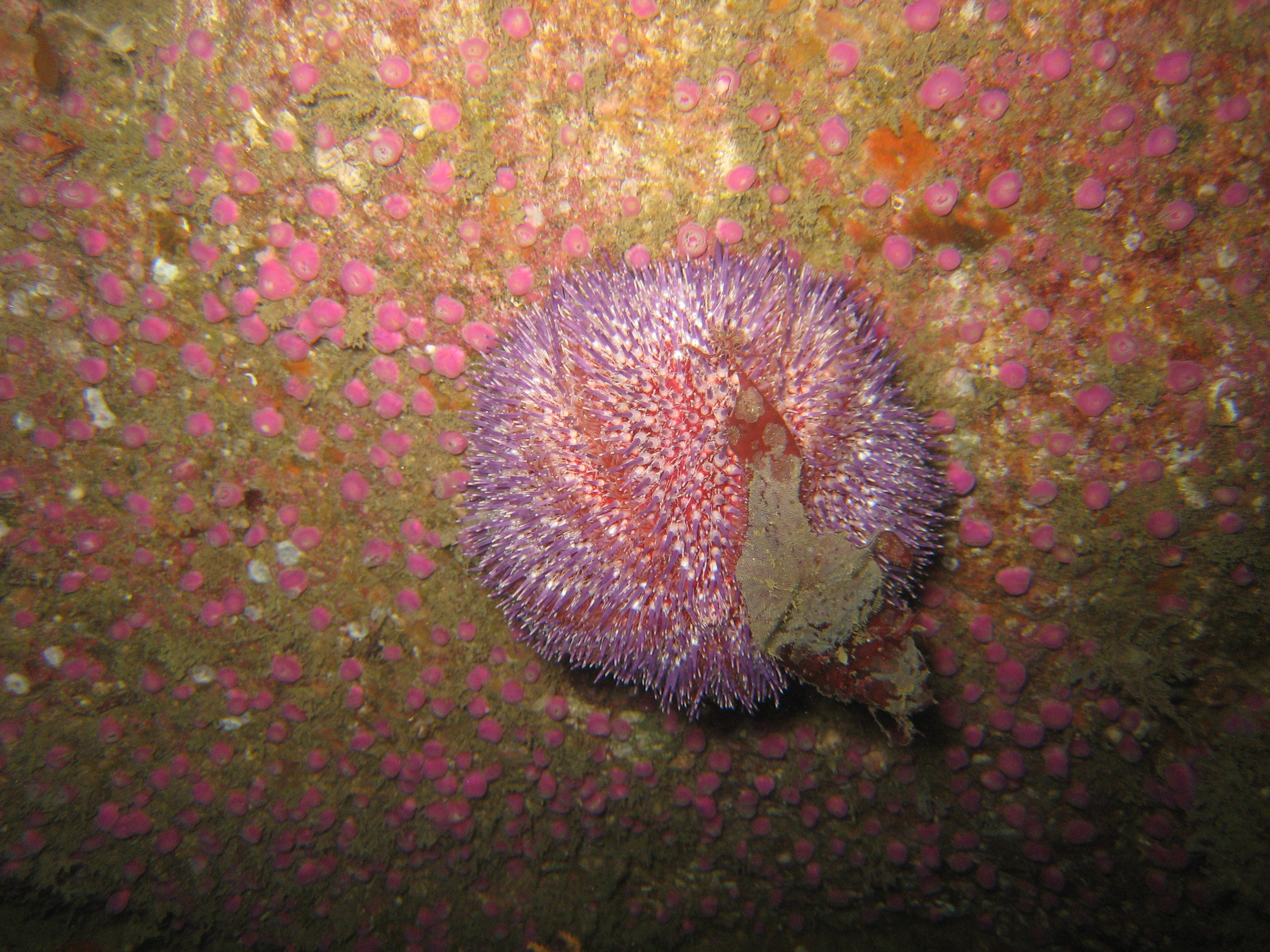
Echinus esculentus op een rots bedekt met Corynactis viridis
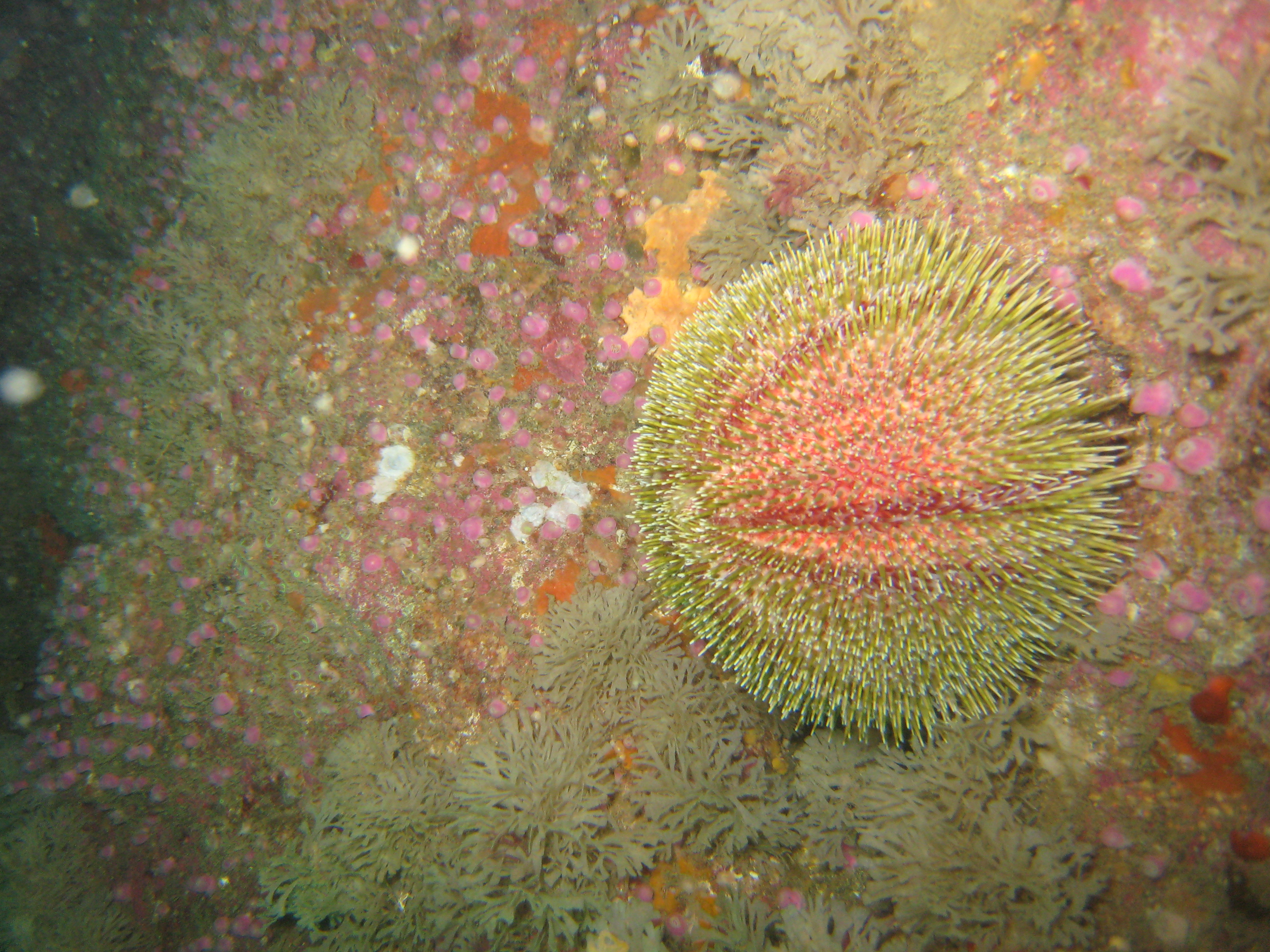
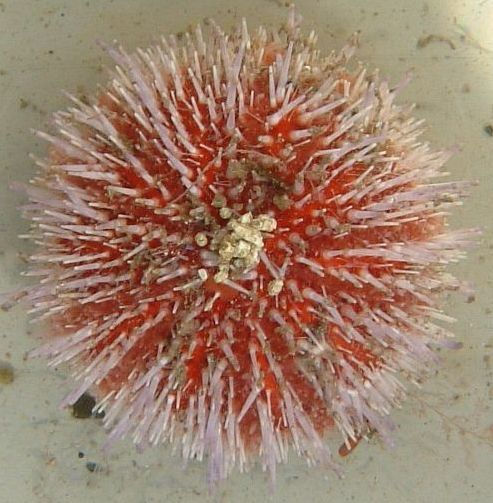